# 샤카라 레다드

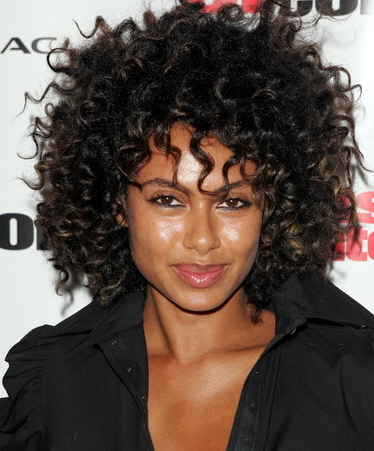

샤카라 레다드(Shakara Ledard, 1979년 1월 1일 ~ )는 배우이다.
나소에서 태어났다.

## 영화
- 비하인드 더 스마일 (2006년)
- 디펜더 (2004년) - 케이 역
- 풀 클립 (2004년) - 시몬 역
- 애프터 썬셋 (2004년)
- 레이징 헬렌 (2004년)
- 프레이 포 락 앤 롤 (2003년)